# Сульцбергер, Артур Окс (младший)
Артур Окс Сульцбергер-младший (англ. Arthur Ochs Sulzberger, Jr.; род. 22 сентября 1951) — американский журналист, издатель «The New York Times» (1992—2018) и глава «The New York Times Company» (1997—2020).

## Биография
Принадлежит династии Окс-Сульцбергеров, управляющих «The New York Times» с 1896 года.
В 1992 стал издателем компании, сменив на этом посту своего отца Артура Окса «Панча» Сульцбергер (1963—1992) и его отца Артура Хейса Сульцбергера, попечителя Фонда Рокфеллера (1935—1961). В 2018 году его место занял Артур Грегг Сульцбергер, его сын.
В 1997 году стал главой «The New York Times Company», управляющей компании газеты, сменив на этом посту своего отца «Панча» Сульцбергер (1973—1997) и его отца Артура Хейса Сульцбергера. В 2020 году это место занял его сын Артур Грегг Сульцбергер.
Артур Сульцбергер-младший также является членом Совета по международным отношениям.